# マイク・ウェブスター
マイク・ウェブスター (Michael Lewis Webster ,1952年3月18日 - 2002年9月24日）は、ウィスコンシン州トマホーク出身のアメリカンフットボールの元選手である。

## 略歴
NFLでセンター（C）として、1970年代から1980年代にかけて16年間プレーした。「アイアン・マイク」という愛称でオフェンシブラインの中心人物として活躍し、1970年代のピッツバーグ・スティーラーズの黄金時代（スーパーボウルを4回制覇）に貢献した。
ウェブスターは、史上最高のセンターの1人と広く認識されており、1997年にNFL殿堂入りした。
2002年、心臓発作により死去。享年50歳。ウェブスターの死は脳震盪を巡る議論が活発となるきっかけとなったことでも知られている。

## 晩年の異常行動
引退後、ウェブスターは健忘症、うつ病、認知症、骨痛、筋肉痛に苦しんだ。精神的に不安定となり、金銭を浪費し、家や家族を失い、浮浪生活をするまでに至った。その様子がメディアで報道されると、元チームメイトのテリー・ブラッドショーやスティーラーズオーナーが住居の提供を申し出て、ウェブスターや家族に対する援助が行われたが、家族や援助者に連絡することなく姿を消すことを繰り返した。
死後、ウェブスターは慢性外傷性脳症と診断され、2005年に医学論文で発表された。ウェブスターが「アイアン・マイク」と呼ばれ、怪我に屈しないプレースタイルで人気を博していたことから、晩年の異常行動は脳震盪を軽視した結果ではないかという議論が巻き起こり、スポーツ選手と脳震盪という議題の象徴的存在となった。